# 殺老師Q！
《殺老師Q！》是2015年11月號的《最強Jump》上連載，《暗殺教室》的外傳漫畫。企畫、故事為渡邊築、作畫為青戶成。把原作世界觀變成RPG世界的喜劇作品。已發布5冊單行本及ONA。

## 劇情
故事沿用原著的部份，但部份嚴肅的劇情改成搞笑劇情。而同學這本篇全部擔任勇者（全部的人都有個Bug），而殺老師為魔王。

## 角色
殺老師（聲：福山潤）
劇情中擔任魔王。前勇者，後來轉職魔王。
烏間惟臣（聲：杉田智和）
擔任宮廷騎士長，是國內最強的劍士。
伊莉娜·耶拉維琪（聲：伊藤靜）
擔任魔女，後來免除罪刑擔任E班魔法老師。
雪村亞久里（聲：川澄綾子）
與原作不同的點只有在本作中未死，並被茅野楓認出後吐槽。
潮田渚（聲：淵上舞）
Bug為每次戰鬥都會隨機觸發。
茅野楓（聲：洲崎綾）
Bug未提及。和原作一樣，喜歡吃布丁，但被渚接吻後會變成跟殺老師一樣的怪物，如果說很醜就會暴動。
赤羽業（聲：岡本信彥）
三大戰士之一，代號紅色惡魔。Bug為運氣異常(在鄙視人時，運氣就會變成負數)。
磯貝悠馬（聲：逢坂良太）
Bug為只有一半的裝備。
岡島大河（聲：內藤玲）
Bug為裝備會在不知不覺中脫落(觸碰到對手時也會使對方的裝備脫落)
岡野日向（聲：田中美海）
奧田愛美（聲：矢作紗友里）
Bug為製造出不可能的藥。
片岡惠（聲：松浦知惠）
神崎有希子（聲：佐藤聰美）
Bug為回覆力異常(對殺老師使用會使其融化。對人類使用則會使對象因為太舒服而使該對象癱在地上不能動；也可能有人因此上癮，故意受傷找神崎治療。)
木村正義（聲：川邊俊介）
倉橋陽菜乃（聲：金元壽子）
Bug為魔法只能招來蟲。
菅谷創介（聲：宮下榮治）
杉野友人（聲：山谷祥生）
Bug為魔法技能發動很慢；熬夜拉拔河繩使出的力道也會在隔天才出現；受到的傷害亦是隔一陣子才會出現。
竹林孝太郎（聲：水島大宙）
自爆在劇場版宣傳時不受歡迎。
千葉龍之介（聲：間島淳司）
Bug為射程異常(相反的看不見近處的東西)。
寺坂龍馬（聲：木村昴）
中村莉櫻（聲：沼倉愛美）
狹間綺羅羅（聲：齋藤楓子）
速水凛香（聲：河原木志穗）
Bug為命中率異常，丟東西的時候會自動飛向敵人或瞄準區域，軌道完全無視物理法則。(不知為何經常會打中岡島的胯下)
原壽美鈴（聲：日野未步）
不破優月（聲：植田佳奈）
前原陽斗（聲：淺沼晉太郎）
三村航輝（聲：高橋伸也）
村松拓哉（聲：原澤晃綺）
矢田桃花（聲：諏訪彩花）
吉田大成（聲：下妻由幸）
Bug為武器是廁所周邊。
律（聲：藤田咲）
三大戰士之一。Bug為發動魔法會消耗大量的HP。
堀部糸成（聲：緒方惠美）
三大戰士之一。
第二代死神（聲：島崎信長）
殺老師變成魔王後成為新任勇者，後來接受轉職成為死神。
白先生／柳澤誇太郎（聲：JP，竹內良太〈白〉／真殿光昭〈柳澤〉）
與堀部糸成一起登場，被殺老師破哽，第11集過場『雙胞胎』中再次登場說相聲。
腦嚙涅羅（聲：子安武人）
前魔王。因為嫌魔王工作無聊，便退位傳給殺老師，並再度虐待彌子。
桂木彌子（聲：植田佳奈）
短暫登場，但都只是被涅羅虐待。

## 出版書籍
| 集數 | 集英社        | 集英社                 | 東立出版社    | 東立出版社             |
| 集數 | 發售日期      | ISBN                   | 發售日期      | ISBN                   |
| ---- | ------------- | ---------------------- | ------------- | ---------------------- |
| 1    | 2016年7月4日  | ISBN 978-4-08-880733-1 | 2017年5月22日 | ISBN 978-986-482-076-4 |
| 2    | 2017年3月3日  | ISBN 978-4-08-881094-2 | 2017年8月31日 | ISBN 978-986-482-077-1 |
| 3    | 2018年1月4日  | ISBN 978-4-08-881334-9 | 2018年5月24日 | ISBN 978-957-26-0646-9 |
| 4    | 2019年2月4日  | ISBN 978-4-08-881737-8 | 2019年9月20日 | ISBN 978-957-26-2897-3 |
| 5    | 2019年11月1日 | ISBN 978-4-08-882117-7 | 2020年7月10日 | ISBN 978-957-26-4503-1 |

## 動畫
動畫於2016年11月19日《劇場版 暗殺教室 365日的時間》同時上映。2016年12月23日短篇動畫在FOD、dTV、UULA發佈。

### 製作人員
- 原作 - 松井優征、渡邉築、青戸成（集英社）
- 總監督 - 岸誠二
- 監督 - 仁昌寺義人
- 系列構成 - 上江洲誠
- 人物設計、總作画監督 - 山形孝二
- 美術監督 - 宮越歩
- 色彩設計 - 加口大朗
- 攝影監督 - 竹花佑佳里
- CG指導 - 内山正文
- 編輯 - 森田編集室、坂本雅紀
- 音樂 - 佐藤直紀
- 音樂製作人 - 大胡寛二
- 音樂製作 - Fuji Pacific Music
- 音響監督 - 飯田里樹
- 製作人 - 尾崎紀子
- 動畫製作人 - 比嘉勇二
- 動畫製作 - Lerche
- 制作 - 動畫「殺老師Q!」製作委員會（富士電視台、關西電視台、電通、BS富士）

### 主題曲
片頭曲「Re:QUEST!」
填詞：杉山昭彦，作曲、編曲：中村博，主唱：茅野楓（洲崎綾）
片尾曲「青春殺伐論」（以遊戲電子音播出）
作曲、編曲：田中公平
片尾曲（第10話）
填詞：宮脇詩音，作曲：Army Slick,Lauren Kaori，編曲：Army Slick，主唱：TAKE（竹林孝太郎）
插曲「啟程之歌（旅立ちのうた）」（第12話）
主唱：殺老師

### 各話列表
| 話數   | 日文標題 | 中文標題            | 劇本     | 分鏡       | 演出              | 作畫監督            | 上傳日          |
| ------ | -------- | ------------------- | -------- | ---------- | ----------------- | ------------------- | --------------- |
| 第1話  |          | 魔王與E班           | 上江洲誠 | 齋藤德明   | 仁昌寺義人        | 安形佳己            | 2016年 12月23日 |
| 第2話  |          | 紅惡魔              | 上江洲誠 | 齋藤德明   | 仁昌寺義人        | 安形佳己 伊藤麻由加 | 12月30日        |
| 第3話  |          | 誘惑的魔女          | 上江洲誠 | 東海林真一 | 伊藤史夫          | 廣瀨智仁            | 2017年 1月6日   |
| 第4話  |          | 試煉的遺跡          | 中西泰博 | 東海林真一 | 伊藤史夫          | 安形佳己            | 1月13日         |
| 第5話  |          | 進化的魔術師        | 中西泰博 | 仁昌寺義人 | 野亦則行          | 山形孝二            | 1月20日         |
| 第6話  |          | 銀之狂戰士          | 中西泰博 | 大原実     | 野亦則行          | 安形佳己 廣瀨智仁   | 1月27日         |
| 第7話  |          | 襲擊！五英傑！      | 中西泰博 | 釘宮洋     | 笹原嘉文          | 幸野浩二            | 2月3日          |
| 第8話  |          | 我是魔王 魔王是我   | 中西泰博 | 仁昌寺義人 | 野亦則行 笹原嘉文 | 廣瀨智仁            | 2月10日         |
| 第9話  |          | 決戰！伏魔之塔      | 世樂緣   | 鎌田祐輔   | 鎌田祐輔          | 安形佳己            | 2月17日         |
| 第10話 |          | 聽說竹林要退出E班了 | 中西泰博 | 夕澄慶英   | 鎌田祐輔          | 幸野浩二            | 2月24日         |
| 第11話 |          | 轉職？天職！？      | 上江洲誠 | 東海林真一 | 仁昌寺義人        | 廣瀨智仁            | 3月3日          |
| 第12話 |          | BYE BYE魔王         | 上江洲誠 | 仁昌寺義人 | 仁昌寺義人        | 山形孝二 安形佳己   | 3月10日         |

## 外部連結
- 動畫「殺老師Q！」官方網站 （页面存档备份，存于）（日語）